# Самедов, Виталий Юнусович
Виталий Юнусович Самедов (24 сентября 1919 года, Нижний Новгород — 11 ноября 2015 года, Москва) — советский хозяйственный, государственный и политический деятель.

## Биография
Родился в Нижнем Новгороде 24 сентября 1919 года. Отец — Юнус Бабаевич Самедов. Мать — Анна Сергеевна Фалеева.
С 13 лет жил один.
В 1942 году окончил факультет электротехники Азербайджанского индустриального института.
В 1947 году окончил Высшую партийную школу ЦК КПСС.
В 1948 году получил учёную степень кандидата философских наук, в 1962 году — доктора философских наук.
С июля 1941 года служил в РККА в составе учебного батальона по подготовке младшего комсостава в 31-й стрелковой дивизии 44-й армии Закавказского фронта. В ноябре 1941 года был демобилизован по приказу Наркомата обороны СССР о возвращении студентов последнего курса индустриальных вузов для завершения учебы и использования по специальности в промышленности, работавшей на оборону. Бакинский нефтепромышленный район давал в то время около трех четвертей всей добываемой в СССР нефти и производимых из нее нефтепродуктов.
После досрочного окончания института в 1942 году работал непродолжительное время инженером-теплоэнергетиком на ГРЭС имени Красина в Баку.
В мае 1942 года был принят в члены ВКП(б) (впоследствии состоял в КПРФ). Был мобилизован в органы НКВД-НКГБ. Служил в экономическом отделе, затем — во внешней разведке.
В апреле 1943 года получил воинское звание лейтенанта.
Участвовал в формировании, подготовке и боевом обучении диверсионно-подрывных групп на случай вражеской оккупации Закавказья. Был руководителем разработки спецмероприятий по подготовке нефтеразведочных предприятий на территории Азербайджана к выводу из строя и их маскировки в случае вражеской оккупации. Участвовал в обеспечении охраны Бакинской электростанции. Участвовал в организации транспортировки вооружений, полученных по ленд-лизу, через территорию Ирана.
С 1944 по 1947 годы — второй секретарь ЦК ЛКСМ Азербайджана.
За службу в Красной Армии и НКВД-НКГБ Азербайджанской ССР был награжден медалями «За оборону Кавказа», «За победу над Германией в Великой Отечественной войне», «За доблестный труд в Великой Отечественной войне». В 1981 году награжден орденом Трудового Красного Знамени.
Работал при трех первых секретарях ЦК КП Азербайджана. Занимал пост второго секретаря ЦК КП Азербайджана (избран в 1952 — освобожден в 1955 по болезни, в связи с острым заболеванием кроветворной системы) (первыми секретарями были Мир Джафар Аббас оглы Багиров (1933—1953), Мир Теймур Якубов (1953—1954), Имам Мустафаев (1954—1959). Занимая пост второго секретаря ЦК КП Азербайджана, был членом Военного совета Закавказского военного округа.
Депутат Верховного Совета СССР 4-го созыва.
Научный сотрудник Института философии, директор Института истории Академии наук Азербайджанской ССР, заведующий Отделом науки и вузов ЦК КП Азербайджана. Занимался не только научной, но и педагогической деятельностью. Директор Института истории партии при ЦК КП Азербайджана — филиала Института марксизма-ленинизма при ЦК КПСС в Баку.
С 1960 года работал в Москве в Институте марксизма-ленинизма при ЦК Коммунистической партии Советского Союза. С 1971 года — заведующий сектором истории марксизма-ленинизма Института марксизма-ленинизма при ЦК КПСС. С 1971 года — член Научного совета АН СССР по проблеме общественной мысли.
Основные исследования находятся в области истории марксизма-ленинизма, истории и философии общественной мысли и революционного движения.
Умер 11 ноября 2015 года в своей квартире в Москве от сердечного приступа. Похоронен на Троекуровском кладбище в Москве.

## Личная жизнь
Жена — Ирина Ивановна Самедова (в девичестве Янюшина), родилась 2 марта 1921 года, умерла 27 октября 2004 года. Похоронена на Донском кладбище в Москве.
Старший сын — Октай Витальевич Самедов. Родился 4 сентября 1944 года в Баку), учёный-металлург, доктор технических наук, лауреат Госпремии СССР (1989 год). Умер 25 сентября 2024 года в Москве.
Младший сын — Виктор Витальевич Самедов (родился 30 ноября 1945 года в Баку), известный ученый в области теории детекторов элементарных частиц, профессор МИФИ, доктор физико-математических наук.
Внучка — Евлалия Октаевна Самедова (родилась 4 июля 1980 года в Москве), журналист.

## Сочинения
- Роль марксизма в развитии биологической науки [Текст] / В. Самедов ; Акад. наук Азербайдж. ССР. Ин-т философии. — Баку : Изд-во Акад. наук АзССР, 1950 (тип. «Кр. Восток»). — 130 с.
- Распространение марксизма-ленинизма в Азербайджане [Текст]. — Баку : Азернешр, 1962—1966. — 2 т.
- История марксизма-ленинизма.
- Очерки о творческом характере марксизма-ленинизма [Текст] / Акад. наук Азербайдж. ССР. Ин-т истории и философии. — Баку : Изд-во Акад. наук АзССР, 1952. — 418 с.
- Развитие И. В. Сталиным диалектического и исторического материализма в труде «Марксизм и вопросы языкознания» [Текст] / Акад. наук Азербайдж. ССР. Ин-т истории и философии. — Баку : Изд-во Акад. наук АзССР, 1951. — 118 с.
- Творческая роль марксизма-ленинизма в развитии биологической науки [Текст] / Акад. наук Азербайдж. ССР. Ин-т истории и философии. — Баку : Изд-во Акад. наук АзССР, 1953. — 108 с.